# رورباخ ام گیسهوبل
رورباخ ام گیسهوبل (به آلمانی: Rohrbach am Gießhübel) یک منطقهٔ مسکونی در آلمان است که در اپینگن واقع شده‌است. رورباخ ام گیسهوبل ۱٬۷۶۵ نفر جمعیت دارد.